# Ecoembes

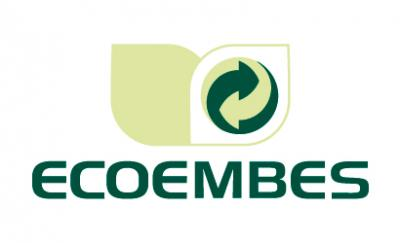
Ecoembes

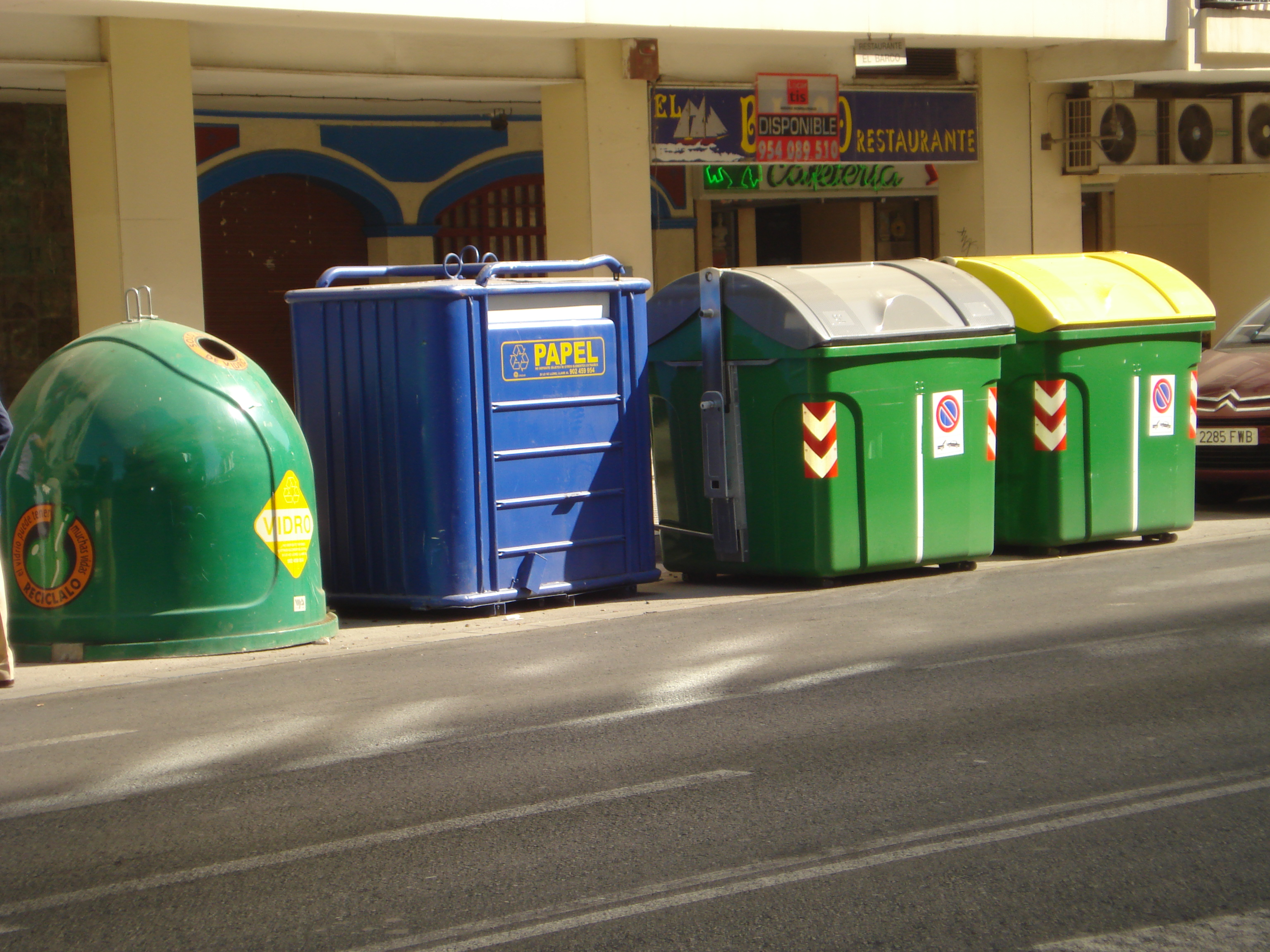
Contenidors de reciclatge

Ecoembes és una organització sense ànim de lucre creada el 1996 que es dedica al reciclatge dels envasos a Espanya.
Va ser promoguda el 1996 per unes 12.000 empreses del sector de l'alimentació per tal de gestionar els diners destinats al tractament i recuperació dels envasos de plàstic, llaunes i brics i envasos de cartró i paper, d'acord a la legislació europea i espanyola, pagant a la major part dels ajuntaments espanyols per la recollida i el tractament del contenidor groc, i venent posteriorment els residus a plantes de reciclatge per intentar recuperar la major part dels materials. No és partidària de la reutilització dels envasos.